# Ordre cistercien de la Stricte Observance

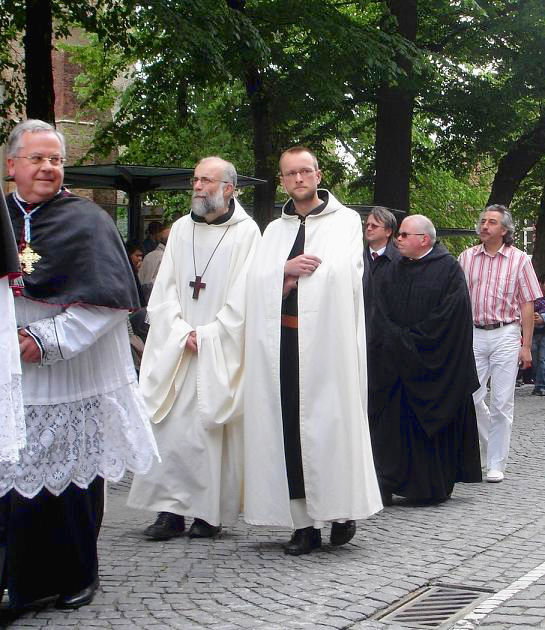
Deux trappistes de Westvleteren en Belgique (au milieu, en blanc). Le moine de gauche porte la coule (sorte d'aube aux longues manches) de ceux qui sont définitivement engagés, et sa croix indique que c'est le père abbé ; celui de droite porte une chape, ce qui signifie qu'il n'est engagé que par des vœux temporaires.

Pour les articles homonymes, voir Observance et Trappiste (homonymie).
L'ordre cistercien de la Stricte Observance (en latin : ordo cisterciensis strictioris observantiae, en abrégé O.C.S.O.), dont les membres sont familièrement appelés trappistes, est un ordre monastique catholique contemplatif issu d'une réforme de l'ordre cistercien au xviie siècle. Il forme, avec l'ordre cistercien (en latin ordo cisterciensis, en abrégé OCist) et les moniales bernardines, la Famille cistercienne ou Familia Cisterciensis vivant selon la règle de saint Benoît et les textes fondateurs de l'ordre.
L'ordre cistercien de la Stricte Observance rassemble en 2023 1500 moines et 1400 moniales, répartis respectivement dans 103 et 72 abbayes ou prieurés.

## Historique

### Aux origines: l'étroite observance de l'ordre de Cîteaux

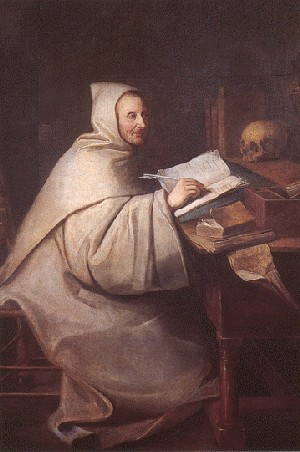
Armand Jean Le Bouthillier de Rancé (1626-1700), abbé de la Trappe.

L'ordre cistercien est né en 1098 avec la fondation de l'abbaye de Cîteaux, qui fondera ou incorporera très vite de très nombreux monastères: dès le début du XIIe siècle, ils s'organiseront selon des principes codifiés dans la Charte de charité. Pourtant, malgré le succès, et en dépit des rappels à l'ordre du chapitre général, dès la fin de ce XIIe siècle de nombreuses abbayes s'éloignent de l'idéal cistercien primitif, en particulier en acceptant d'autres revenus que le travail des frères et en faisant exploiter leurs domaines par des fermiers ou salariés. Avec les années, au fil de diverses calamités comme la peste noire et la guerre de Cent Ans, l'observance des monastères s'était encore plus relâchée. En réaction, dès la fin du XVIe siècle, l'esprit de réforme du Concile de Trente se fait sentir dans plusieurs monastères cisterciens. Par exemple, Jean de La Barrière, abbé de l'abbaye de Feuillant, réforme sa communauté et crée une congrégation réformée: les Feuillants, approuvée par le pape en 1586; au début du XVIIe siècle, un mouvement de réforme naît à l'abbaye de la Charmoye, au diocèse de Châlons-en-Champagne. Son abbé, Octave Arnolfini, abbé initialement commendataire avant de devenir abbé régulier (comme plus tard Rancé), gagne à son projet d'autres abbayes de l'ordre, d'abord Clairvaux, puis Châtillon (1605). La même année, indépendamment, Bernard de Montgaillard, un ancien feuillant, rétablit l'observance dans son abbaye d'Orval. En 1616, l'influence de la réforme naissante s'étend à l'ensemble de la filiation de Clairvaux ; chaque communauté garde la liberté d'y adhérer ou non.
À partir de 1618, la réforme s'étend dans l'ordre, qui se divise peu à peu en deux mouvements : celui de « l'étroite observance » (en référence à l'observance de la règle de saint Benoît et des statuts, constitutions et décrets des chapitres généraux de l'ordre cistercien) et celui de la « commune observance »,. La réforme touche de plus en plus d'abbayes, comme Sept-Fons ou le Val-Richer. Ces monastères dépendent de l'ordre cistercien, dont une partie est fortement hostile à la réforme.
Dans la mouvance de l'étroite observance, à l'abbaye Notre-Dame de la Trappe à Soligny-la-Trappe, l'abbé de Rancé rétablit également l'observance cistercienne primitive à partir de 1662. L'objectif était de revenir à une vie monastique « authentique » en retrouvant la simplicité et l'austérité originelles de la vie cistercienne, fondées sur la règle de saint Benoît, qui met en avant le travail manuel ainsi que la prière liturgique et personnelle et le silence; mais Rancé augmente considérablement la rigueur des austérités et développe une culture de la mortification. D'autres abbayes suivent un mouvement semblable, comme celle d'Orval, qui devient une des plus importantes d'Europe sous l'impulsion de l'abbé Charles de Bentzeradt - mais qui est plus mesuré que Rancé.
La Révolution française amena la fermeture de toutes les maisons religieuses et donc des monastères cisterciens de France et des régions occupées par elle, comme la Belgique, et la dispersion forcée des moines. Avec la fermeture de Cîteaux, l'ordre cistercien perdait son chef naturel, et, le chapitre général ne se réunissant plus, l'ordre comme tel disparut, même si plusieurs monastères subsistaient hors de France - mais la plupart de la commune observance. Avant la dispersion de sa communauté, dom Augustin de Lestrange, maître des novices à l'abbaye de la Trappe, organisa l'émigration d'une partie des moines vers la Suisse. Des moines d'autres communautés et des moniales y rejoignirent le groupe, lequel fut appelé par la suite les « trappistes ». Les moines s'installèrent à la chartreuse de La Valsainte, les moniales à Sembrancher, où Lestrange établit des règlements minutieux, et qui renchérissaient encore sur les mortifications de Rancé. La guerre et de nombreuses difficultés obligèrent ces moines et moniales à un long voyage à travers la Suisse, l'Europe centrale, la Russie. Ils essaimèrent un peu partout en Europe (Westmalle en Belgique, Lulworth en Angleterre, Darfeld en Westphalie, notamment) et même au Nouveau Monde (États-Unis, Canada). Après l'abdication de Napoléon Ier et sous la Restauration, des cisterciens de cette filiation se réinstallèrent en France.

### 1892: la constitution de l'ordre

Funérailles d'un trappiste, 1860-1873
Constantin Meunier
Musée des Beaux-Arts de Gand

Partout en Europe, les abbayes disparues se relevaient. En 1836, une congrégation belge se détache des abbayes françaises. En 1847, l'abbaye de Sept-Fons forma une seconde congrégation française, à côté de celle de La Trappe. À la demande du Saint-Siège, les diverses congrégations "trappistes" se réunirent en 1892, prenant le nom d’ordre des Cisterciens réformés de Notre-Dame de la Trappe, élisant un abbé général. Il s'agissait donc, de fait, d'une séparation juridique de l'ordre de Cîteaux, qui avait de facto cessé d'exister avec la suppression par la révolution française de très nombreux monastères et de l'abbaye de Cîteaux, chef d'ordre. Puisque les monastères héritiers de la commune observance avaient de leur côté formé en 1891 le Saint ordre de Cîteaux (O. Cist), il y avait désormais deux ordres cisterciens. En 1899, l'ordre des Cisterciens réformés put racheter Cîteaux et y recréer une communauté. L'abbaye de la Trappe, qui avait donné son nom aux cisterciens trappistes, lui céda donc le rang de tête de l'ordre. Cet ordre s'appelle désormais ordre cistercien de la Stricte Observance (constitution apostolique Haud mediocri, 30 juillet 1902), dont l'abréviation est OCSO..

### Évolution auxXXeetXXIesiècles
En 1903, lors de l'expulsion des congrégations l'ordre cistercien de la stricte observance fut un des seuls à être autorisé à continuer à exister sur le territoire français, en raison de sa contribution à l'agriculture française et de sa non-immixtion dans les affaires politiques.
Au XXe siècle, l'Ordre s'est considérablement développé en fondant des maisons en Europe (Italie, Norvège, Royaume-Uni…) et hors d'Europe: en Amérique du Nord (Canada et États-Unis), du sud (Argentine, Chili), en Asie (Israël, Chine, Japon, Philippines), en Afrique (Madagascar, Maghreb, Nigeria, Rwanda…). Alors qu'il était très majoritairement francophone, et même français, il est désormais « globalisé ».
Dans les années 60, le Concile Vatican II a suscité un aggiornamento (« mise à jour »), qui était pour une bonne part un retour à la tradition authentique, et qui a eu un impact important dans la vie concrète des monastères. La division des communautés entre religieux et religieuses de chœur et frères ou sœurs converses a été abolie par le décret d'unification de 1963. La liturgie a été profondément transformée, passant, au prix d'un important travail de création, du latin aux langues locales, et du grégorien à des compositions diverses; les messes "privées" ont été remplacées par une concélébration. De façon général, la rigueur et l'uniformité des observances ont été assouplies, avec un recentrement sur les fondamentaux: prière, travail, vie fraternelle: l'alimentation a intégré les œufs et le poisson; un peu partout, on est passé du dortoir commun aux cellules individuelles; et la règle du silence perpétuel et le langage des signes ont fait place à la possibilité des échanges quand ils sont utiles ou nécessaires.
Les communautés ont eu une plus grande latitude pour aménager leur mode de vie concret en l'adaptant à leur contexte particulier - mais toujours en concertation avec l'ensemble de l'ordre. Ce contexte n'est pas étranger à la modification des constitutions, qui a fait progresser l'unité de l'ordre en instaurant un seul et unique chapitre général commun aux moines et moniales, et la parité entre moines et moniales dans le conseil de l'abbé général, la commission centrale et les commissions régionales.
Mais dans le dernier quart du XXe siècle, après une croissance continue, ses effectifs ont nettement diminué en Europe et en Amérique du Nord: de 2000 moines et 1730 moniales en 2010, ils sont passés à 1500 moines et 1400 moniales en 2023, avec une moyenne d'âge en hausse. Plusieurs maisons ont déjà dû être fermées, et le nombre de moines ou moniales par maison a fortement diminué, passant d'une moyenne de plus de 50 au milieu du XXe siècle à une moyenne de 15 - ce qui transforme profondément le sens des relations fraternelles, désormais plus proches.

## Organisation de l'ordre

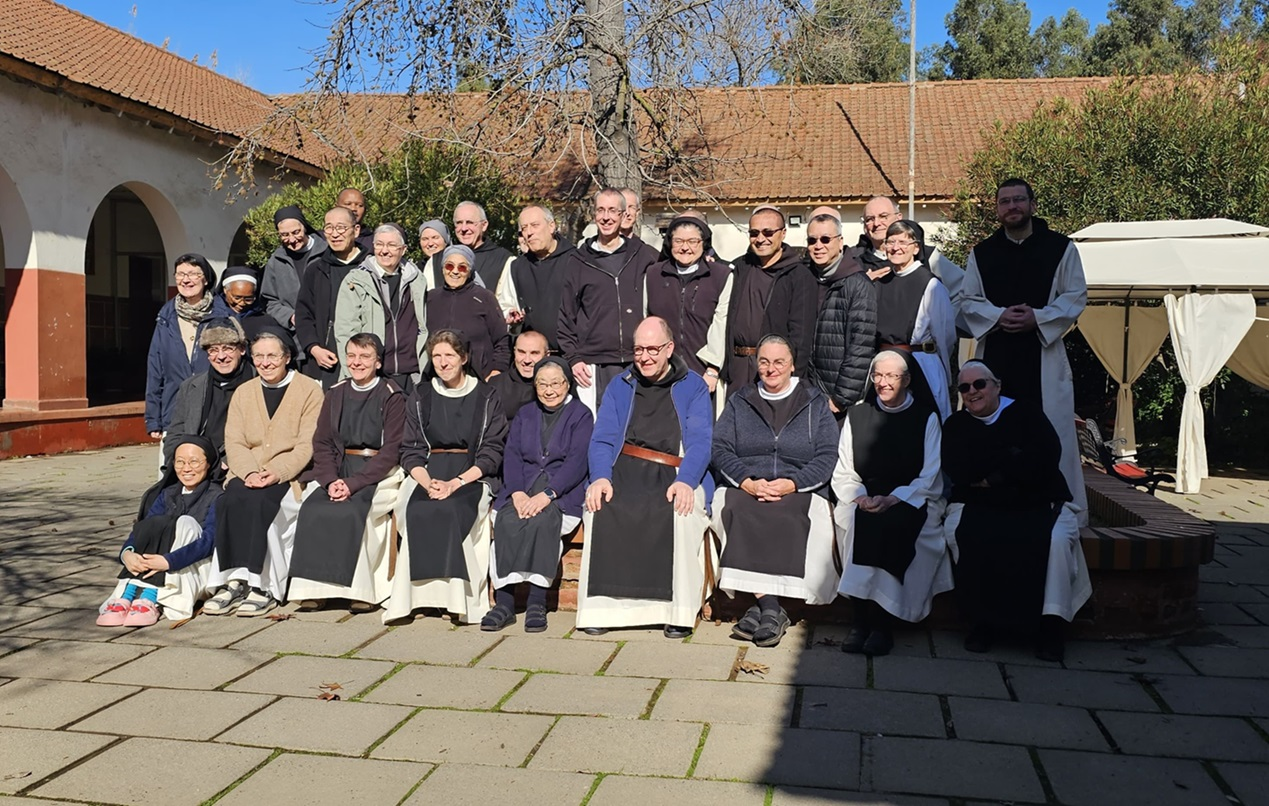
Chili, 2024: autour de l'abbé général Bernardus Peeters, la commission centrale

Dans ses grandes lignes, l'organisation de l'ordre cistercien de la stricte observance (OCSO) est conforme à ce qui avait été mis en place par la première génération cistercienne, notamment dans le texte fondateur qu'est la Charte de charité (Carta caritatis). Par le vœu de stabilité, un moine ou une moniale appartient de façon exclusive et définitive à sa communauté, où, après le temps de postulat et de noviciat, il ou elle est admis à la profession de ses vœux (temporaires, puis définitifs) sur vote du chapitre ; chaque communauté est autonome, dirigée par l'abbé qu'elle élit, qui se fait aider d'un conseil et soumet les décisions à prendre à l'avis du chapitre qui réunit tous les moines profès. Mais les communautés s'entraident les unes les autres. D'une part, chaque abbaye est confiée à la vigilance d'une autre - normalement celle qui l'a fondée, abbaye-mère, dont l'abbé (appelé en cette fonction le "père immédiat") y accomplit chaque année la visite régulière; d'autre part, toutes les affaires communes à tous et les difficultés sont traitées par le chapitre général qui réunit (tous les deux ans) les abbés et représentants de tous les monastères, sous la présidence d'un abbé général qui, avec son conseil et une "commission centrale", assure le relai entre les sessions du chapitre général. En raison de la mondialisation de l'ordre, des "réunions régionales" sont désormais organisées.
Une caractéristique remarquable de l'Ordre cistercien de la stricte observance, presque unique dans l'Église catholique, est qu'il réunit dans un seul ordre aussi bien monastères de moines que monastères de moniales; abbés et abbesses sont au même titre membres du chapitre général commun; et désormais les abbesses peuvent exercer la fonction de "père immédiat", y compris à l'égard des monastères de moines.

## Spiritualité et théologie

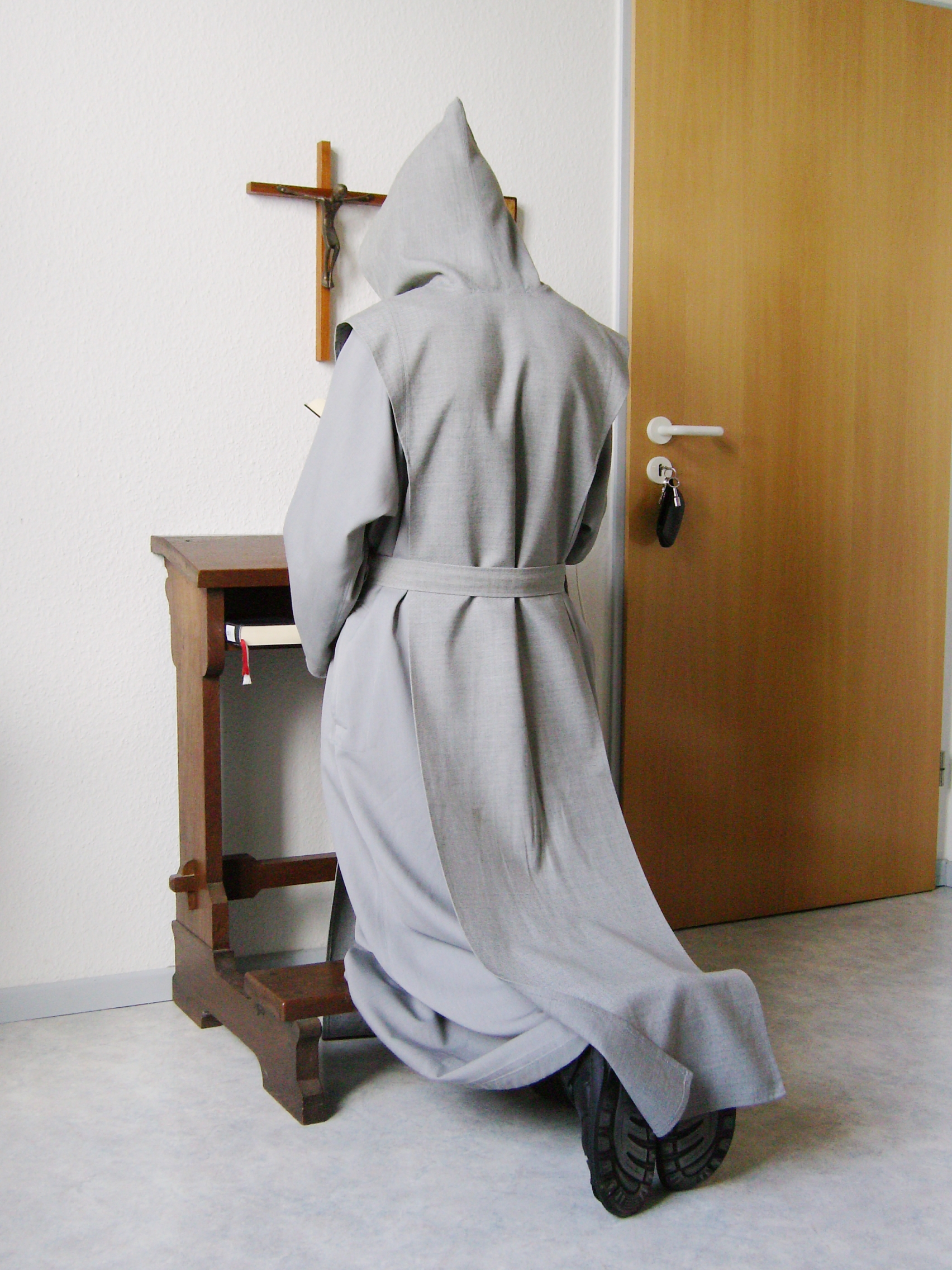
Novice cistercien priant.

Au XIXe siècle, la spiritualité trappiste était fortement marquée par la tradition issue de Rancé et de La Trappe du XVIIe siècle, où les idées de mortification et d'austérité étaient centrales, tout comme un anti-intellectualisme certain. Mais sous l'impulsion en particulier de l'abbaye de Scourmont (près de Chimay, en Belgique), les cisterciens de la stricte observance ont redécouvert leurs sources fondamentales: les "pères cisterciens" des XIIe et XIIIe siècles qui ont développé, autant qu'une spiritualité, qui tire sa source de la Bible, de la règle de saint Benoît et des écrits des pères du monachisme, une théologie très riche. Cette théologie, centrée sur la figure du Christ incarné, s'enracine dans l'expérience monastique : la recherche de l'union mystique avec Dieu y est inséparable de l'expérience de la vie quotidienne, du travail, et avant tout de la vie fraternelle qui fait du monastère une "école de charité" (schola caritatis) comme l'ont souligné Saint Bernard dans son Traité de l'amour de Dieu - où le chemin de l'amour de Dieu passe d'abord par l'amour des hommes, ou Ælred de Rievaulx avec ses traités De la charité et De l'amitié spirituelle.

### L'expérience monastique au quotidien
Renouer avec ces sources a été d'autant plus naturel que la vie concrète des cisterciens de la stricte observance d'aujourd'hui est globalement structurée comme celle des fondateurs de Cîteaux: ils se retrouvent donc facilement dans leurs écrits.Comme tous les ordres religieux, l'ordre cistercien de la Stricte Observance possède des Constitutions qui détaillent la mise en œuvre concrète de cette spiritualité. Elle se caractérise par une certaine simplicité et par la recherche d'un équilibre entre les formes traditionnelles de la prière monastique : liturgie des Heures (prière commune, six ou sept fois par jour, à partir de la Bible et en particulier des psaumes), lectio divina (lecture priée de la Bible ou d'auteurs spirituels ou théologiques), oraison (prière personnelle silencieuse). Les cisterciens-trappistes valorisent aussi le travail manuel, considéré à la fois comme suite du Christ qui s'est incarné dans le concret de la vie humaine ordinaire, comme forme de pauvreté et d'humilité, et comme facteur d'équilibre pour la prière; ils valorisent aussi le silence (qui laisse tout de même place à la communication), comme espace d'épanouissement pour la prière; et ils vivent dans le "retrait du monde" : leurs monastères se situent normalement en des lieux écartés, voire en pleine nature. S'ils pratiquent largement l'accueil dans leurs hôtelleries, ils n'ont pas d'activités pastorales, apostoliques ou d'enseignement, dans le but de se consacrer pleinement à la vie contemplative.
Il est très significatif de cette spiritualité incarnée dans un mode de vie concret que, pour se présenter, la plupart des monastères expliquent l'horaire quotidien suivi par moines et moniales. Il peut différer légèrement selon les monastères, mais ses grandes lignes sont les mêmes partout. À titre d'exemple, voici celui des jours de semaine de l'abbaye de moniales de Soleilmont, en Belgique :
- 04h05 : Lever
  - Vigiles (office de nuit)
  - Temps personnel pour la Lectio Divina et la prière silencieuse
  - 07h15-7h45 : Laudes
- réunion au chapitre; début du travail pour certaines
- 09h : Tierce, Travail
- 12h10 : Sexte, déjeuner; sieste pour celles qui le souhaitent
- 14h15 : None, Travail
- 17h15 : Vêpres et eucharistie
- 18h00 : Dîner; réunions communautaires ou temps de prière libre
- 19h25 : Complies
- 20h : Repos

### Figures de l'ordre

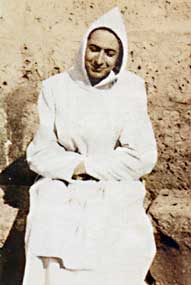
Raphaël Arnáiz Barón.

L'O.C.S.O. est également connu à travers plusieurs de ses membres qui, malgré le caractère caché de leur vie, ont eu un rayonnement au-delà des murs de leur monastère. Quelques-uns ont été déclarés par l'Église catholique « bienheureux », c'est-à-dire exemples de vie chrétienne :
- Charles de Foucauld (1858-1916) : trappiste de 1890 à 1897, officier de cavalerie de l'armée française devenu explorateur et géographe, puis religieux catholique, prêtre, ermite et linguiste. Il a été béatifié le 13 novembre 2005 par le pape Benoît XVI, et canonisé le 15 mai 2022 par pape François.
- Ferdinand de Géramb ;
- Jean-Baptiste Chautard est une des grandes figures de l'ordre célèbre pour sa rencontre avec Clemenceau qui évita l'expulsion des Cisterciens lors des lois anticléricales ;
- Marie-Joseph Cassant, moine français de Sainte-Marie du Désert ;
- Cyprien Tansi, moine nigérian ;
- Raphaël Arnáiz Barón (1911-1938) : un frère espagnol de l'abbaye San Isidro de Dueñas a été canonisé par Benoît XVI avec d'autres victimes de la guerre civile
- Maria Gabriella Sagheddu, moniale italienne.

Quelques-uns ont témoigné de leur expérience monastique à travers des livres, comme Dom Chautard avec Le Christ, âme de tout apostolat, le trappiste américain Thomas Merton de l'abbaye de Gethsémani (Kentucky), dont l'autobiographie La Nuit privée d'étoiles (The seven storey mountain) a été un livre à succès traduit dans de nombreuses langues; ou comme Dom André Louf, abbé du Mont-des-Cats, auteur d'une œuvre abondante consacrée à la vie intérieure, ou Christian de Chergé, prieur de Tibhirine .
D'autres sont connus pour avoir été fidèles à leur choix monastique jusqu'au don de leur vie, comme les moines et moniales tués pendant la guerre d'Espagne ( 18 ont été béatifiés en 2015) ou la guerre civile en Chine, ou comme les sept frères du monastère de Tibhirine en Algérie, restés sur place pendant les massacres de la guerre civile à la demande de leurs voisins musulmans, et assassinés en mai 1996: ils ont été proclamés bienheureux en 2018, et leurs écrits connaissent un grand rayonnement.

### Évêques
Comme leur vocation exclut les tâches pastorales, il est extrêmement rare qu'un moine cistercien de la stricte observance soit appelé à devenir évêque. Cela a pourtant été le cas récemment pour deux d'entre eux. 
- Lode Van Hecke, nommé évêque de Gand en 2019, ancien abbé de l'abbaye Notre-Dame d'Orval.
- Erik Varden, évêque de Trondheim, ancien abbé de l'abbaye du Mont-Saint-Bernard à Coalville (Royaume-Uni).

## Liste des abbés généraux de l’ordre
- 1892-1904 : Sébastien Wyart ;
- 1904-1922 : Augustin Marre ;
- 1922-1929 : Jean-Baptiste Ollitrault de Keryvallan ;
- 1929-1943 : Herman-Joseph Smets ;
- 1943-1951 : Dominique Nogues ;
- 1951-1963 : Gabriel Sortais ;
- 1964-1974 : Ignace Gillet ;
- 1974-1990 : Ambroise Southey[11] ;
- 1990-2008 : Bernardo-Luis-José Oliveira ;
- 2008-2022 : Eamon Fitzgerald;
- 2022- : Bernardus Peeters.

## Quelques abbayes de l'ordre
La liste complète des monastères, avec leurs coordonnées, leur répartition géographique et le nombre de moines et moniales de chacun d'eux, est accessible en ligne sur le site de l'ordre: la liste qui suit est très incomplète.

### Allemagne
- Abbaye de Mariawald (moines, Heimbach, Eifel, Rhénanie-Palatinat), fermée en 2018.

### Belgique

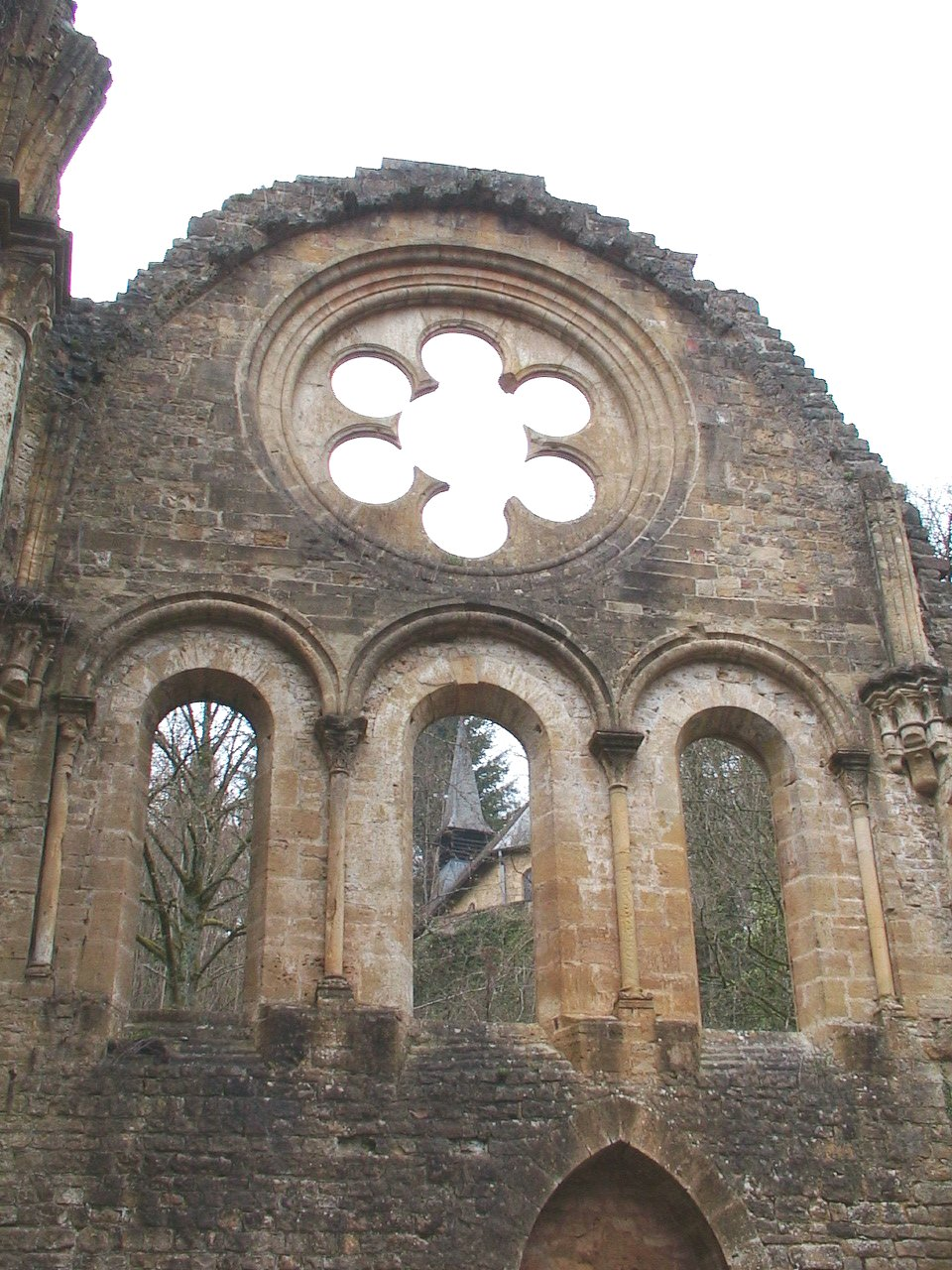
Rosace de l'ancienne église de l'abbaye d'Orval.

- Abbaye Notre Dame de la Paix, (moniales), à Chimay (Hainaut) ;
- Abbaye Notre-Dame de Saint-Benoît d'Achel (moines), à Achel (Limbourg). Abbaye fermée en 2020.
- Abbaye Notre-Dame de Brialmont (moniales), à Tilff-Esneux (Liège).
- Prieuré de Klaarland (moniales), à Lozen-Bocholt (Limbourg).
- Abbaye Notre-Dame d'Orval (moines) (Belgique).
- Abbaye Notre-Dame de Saint-Rémy de Rochefort (moines), à Rochefort, Namur).
- Abbaye de Saint-Sixte (moines), à Westvleteren (Flandre-Occidentale).
- Abbaye Notre-Dame de Scourmont (moines), à Forges-lez-Chimay (Hainaut).
- Abbaye Notre-Dame de Soleilmont (moniales), à Fleurus (Hainaut) ;
- Abbaye Notre-Dame du Sacré-Cœur de Westmalle (moines), à Westmalle (Anvers).
- Abbaye Notre-Dame de Clairefontaine (moniales) à Cordemois, près de Bouillon. Abbaye supprimée en 2019.

### Canada
- Abbaye Notre-Dame de Mistassini (moines, Dolbeau-Mistassini, Québec) ;
- Abbaye Notre-Dame du Lac (moines, à Oka, Québec, de 1881 à 2009) ; aujourd'hui abbaye Val Notre-Dame (Saint-Jean-de-Matha, Québec) ;
- Notre-Dame-des-Prairies (moines, Holland, Manitoba) ;
- N.-D. du Calvaire (moines, Rogersville, Nouveau-Brunswick) ;
- N.-D. de l'Assomption (moniales, Rogersville, Nouveau-Brunswick).

### Chine
- Monastère du Havre (moines, sur l'île de Lantau, Hong Kong).

### Espagne
- Abbaye Santa María de la Oliva (moines, Carcastillo, Navarre);
- Monastère de San Pedro de Cardeña (moines, Castrillo del Val, Burgos);
- Abbaye de Huerta (moines, Santa María de Huerta, Soria);
- Abbaye de Tulebras (moniales, Tulebras, Navarre);
- Abbaye Notre-Dame de Vico (moines, Arnedo, La Rioja);
- Collégiale de Zenarruza (moines, Ziortza-Bolibar, Biscaye).

### États-Unis
- Abbaye de l'Assomption d'Ava (moines, Missouri) ;

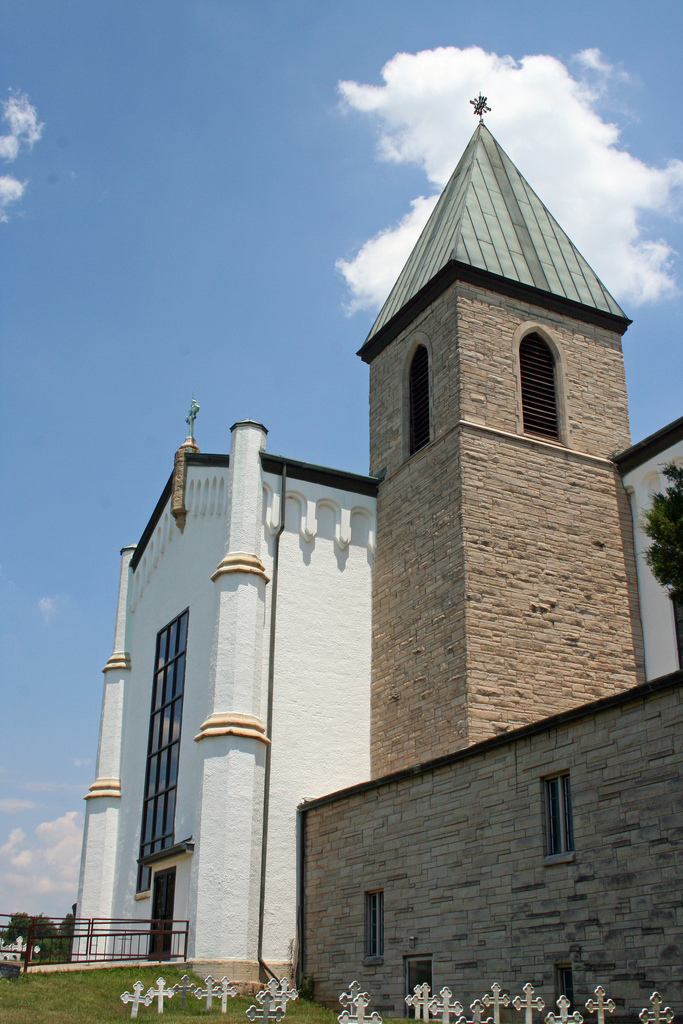
Abbaye Notre-Dame de Gethsemani (Kentucky).

- Abbaye de New Melleray, (moines, près de Dubuque, Iowa) ;
- Abbaye Notre-Dame du Mississippi (moniales, près de Dubuque, Iowa) ;
- Abbaye de Genesee (moines, Piffard, New York).
- Abbaye de Saint-Joseph (moines, Spencer, Massachusetts).
- Mont Sainte-Marie (en) (moniales, Wrentham, Massachusetts).
- Saint-Benoît (Colorado) (en) (moines, Snowmass, Colorado).
- Abbaye Notre-Dame de Gethsemani (moines, Kentucky).
- Notre-Dame de Guadalupe (moines, Lafayette, Oregon).
- New Clairvaux (moines, Vina, Californie).
- Redwoods (moniales, Whitethorn, Californie).
- Abbaye de Notre-Dame de Sainte Trinité (moines, Utah).
- Mepkin (moines, Caroline du Sud).
- Abbaye de Santa Rita (moines, Arizona).
- Trappe du Saint-Esprit (moines, Géorgie).

### France

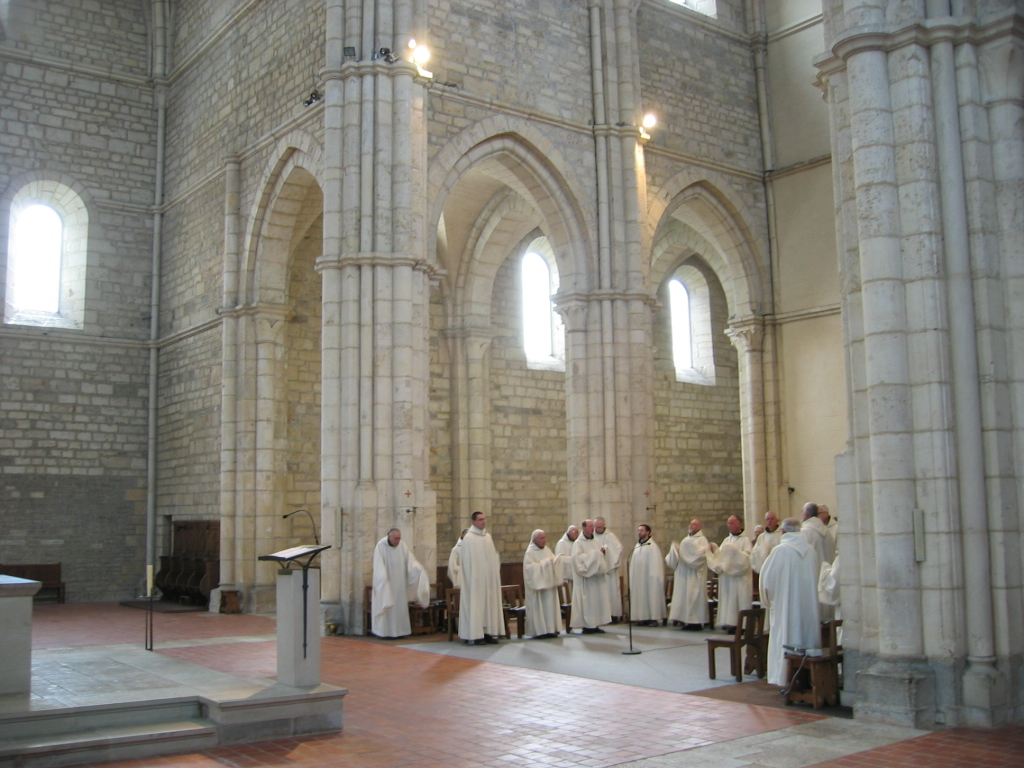
Abbaye d'Acey (Jura).

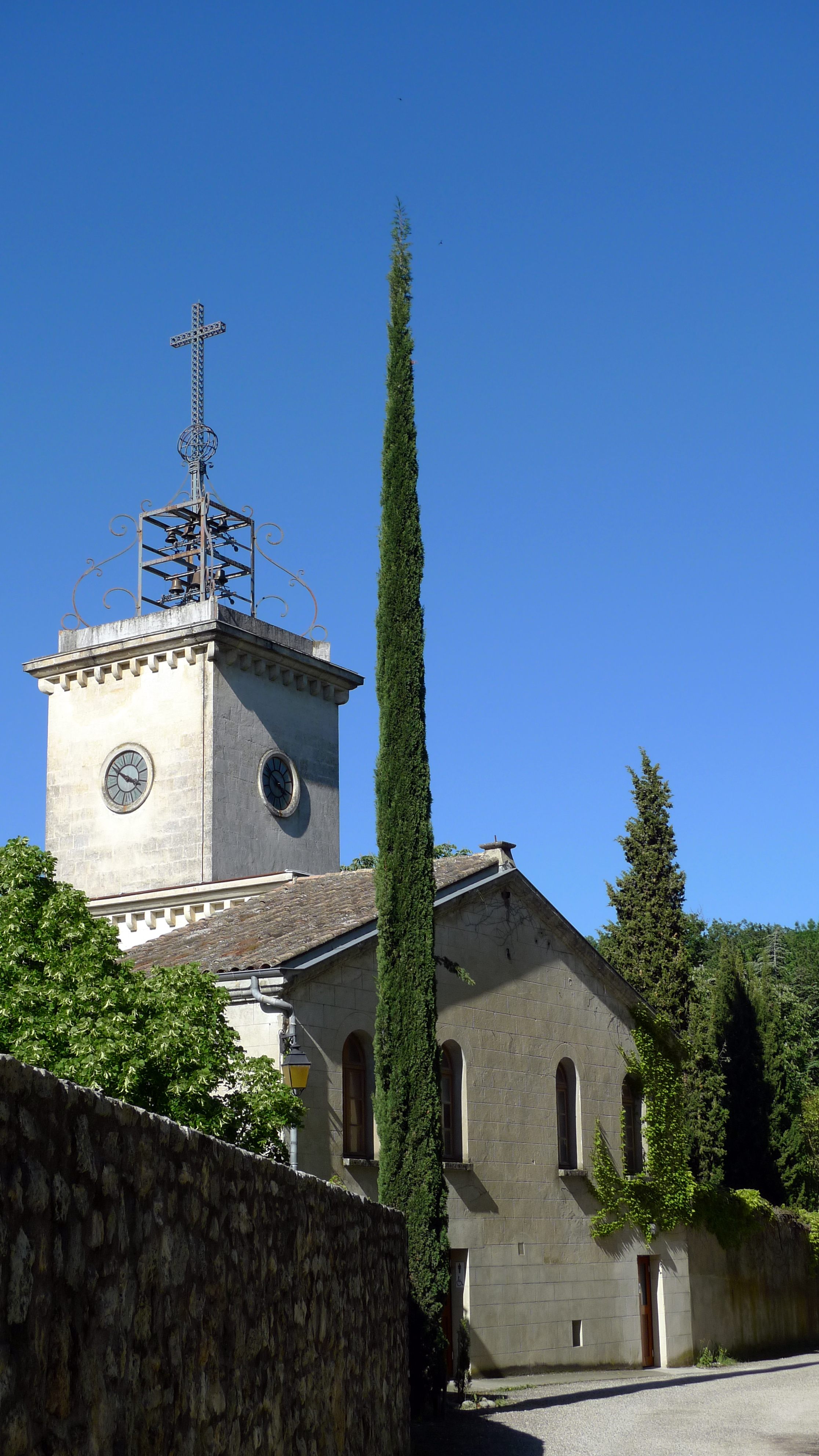
Abbaye de Notre-Dame d'Aiguebelle.

- Monastère de la Paix-Dieu (moniales, à Anduze, Gard) ;
- Abbaye d'Acey (moines, Jura) ;
- Abbaye Notre-Dame d'Aiguebelle (moines, Drôme) ;
- Abbaye de Baumgarten (moniales, à Bernardvillé, dans le Bas-Rhin) ;
- Abbaye Notre-Dame de Bellefontaine (moines, Bégrolles-en-Mauges, Maine-et-Loire) ;
- Abbaye de Belval à Troisvaux (moniales, Pas-de-Calais), fermée en 2012 ;
- Abbaye Notre-Dame de Bon Secours de Blauvac (ex-Maubec, moniales, Vaucluse) ;
- Abbaye Notre-Dame de Bonneval à Espalion (moniales, Aveyron) ;
- Abbaye Notre-Dame-de-Grâce de Bricquebec à Bricquebec (moines, Manche) ;
- Abbaye de la Joie Notre-Dame à Campénéac (moniales, Morbihan) ;
- Abbaye de Chambarand (moniales, Isère) ;
- Abbaye Notre-Dame-des-Dombes (moines, Ain), fermée en 2001, confiée à la Communauté du Chemin Neuf ;
- Abbaye de Divielle à Goos (Landes), aujourd'hui fermée ;
- Abbaye Notre-Dame de Bonne-Espérance d'Échourgnac (moniales) ;
- Abbaye Notre-Dame des Gardes (moniales, Maine-et-Loire) ;
- Abbaye de la Grâce-Dieu (moniales, Doubs) ;
- Abbaye Notre-Dame d'Igny (moniales, Marne) ;
- Abbaye Notre-Dame de la Coudre à Laval (moniales, Mayenne) ;
- Abbaye Sainte-Marie du Désert à Bellegarde-Sainte-Marie (moines, Haute-Garonne), fermée en 2020, confiée à une association ;
- Abbaye Notre-Dame de Melleray à La Meilleraye-de-Bretagne (moines, Loire-Atlantique), fermée en 2015, confiée au Chemin-Neuf ;
- Prieuré du Jassonneix à Meymac (moniales, Corrèze) ;
- Abbaye Notre-Dame-des-Neiges (moniales, Ardèche) ;
- Abbaye du Mont des Cats à Godewaersvelde (moines, Nord) ;
- Abbaye Notre-Dame d'Oelenberg à Reiningue (moines, Haut-Rhin) (fermé en 2023) ;
- Abbaye du Port-du-Salut (moines, Mayenne) ;
- Abbaye de Sept-Fons (moines, Allier) ;
- Abbaye Notre-Dame de Tamié (moines, Savoie) ;
- Abbaye Notre-Dame de Timadeuc à Bréhan (moines, Morbihan) ;
- Abbaye Notre-Dame de La Trappe (moines, Orne) ;
- Abbaye Notre-Dame de Saint-Joseph d'Ubexy à Ubexy (moniales, Vosges), fermée en 2012 ;
- Abbaye Notre-Dame de Cîteaux (moines, Côte-d'Or) ;
- Abbaye Sainte-Marie du Rivet à Auros en Gironde en Nouvelle Aquitaine (moniales).

### Inde
- Kurisumala Ashram, abbaye de Kurisumala (moines).

### Indonésie
- Abbaye Sainte-Marie de Rawaseneng (moines, Temanggung).

### Israël
- Abbaye de Latroun (moines).

### Italie
- Abbaye de Tre Fontane (moines, Rome) ;
- Monastère de Vitorchiano (moniales, Viterbe).

### Japon
- Le Phare, Torapisuto Shudoin, Hokkaidō (moines) ;
- Torapisuto Shudoin Hiji, district de Hayami, préfecture d'Ōita (moines) ;
- Ajimu no Seibo Shudoin, préfecture d'Ōita (moniales).

### Madagascar
- Monastère de Maromby (moines).

### Maghreb
- Abbaye Notre-Dame de l'Atlas (moines), en Algérie, à Tibhirine de 1938 à 1996. Puis au Maroc, à Fès, en 1996 et ensuite à Midelt, à partir de 2000[12],[13].

### Norvège
- Tautra (moniales) ;
- Munkeby Mariakloster (moines).

### Philippines
- Notre-Dame des Philippines (moines, Guimaras).

### Royaume-Uni
- Mount St. Bernard Abbey (en) (moines, Leicestershire).
- Caldey

### Suisse
- La Fille-Dieu (moniales).

### Pays-Bas
- Abbaye Notre-Dame de Koningshoeven, à Tilbourg (en néerlandais : Onze Lieve Vrouw van Koningshoeven) (moines) ;
- Abbaye Notre-Dame de Koningsoord, à Arnhem (en néerlandais : Onze Lieve Vrouw van Koningsoord) (moniales).

## Galerie

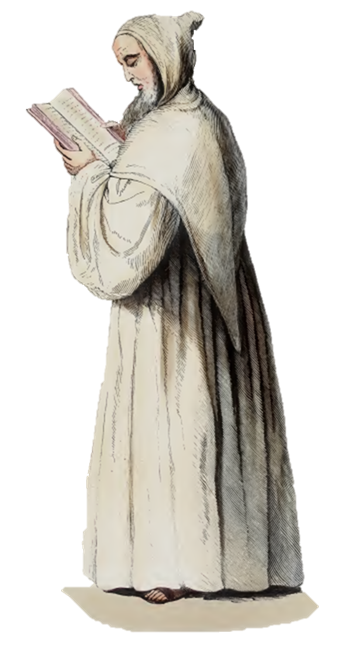
Habit traditionnel des trappistes (1815).

## Bières trappistes, fromages, etc

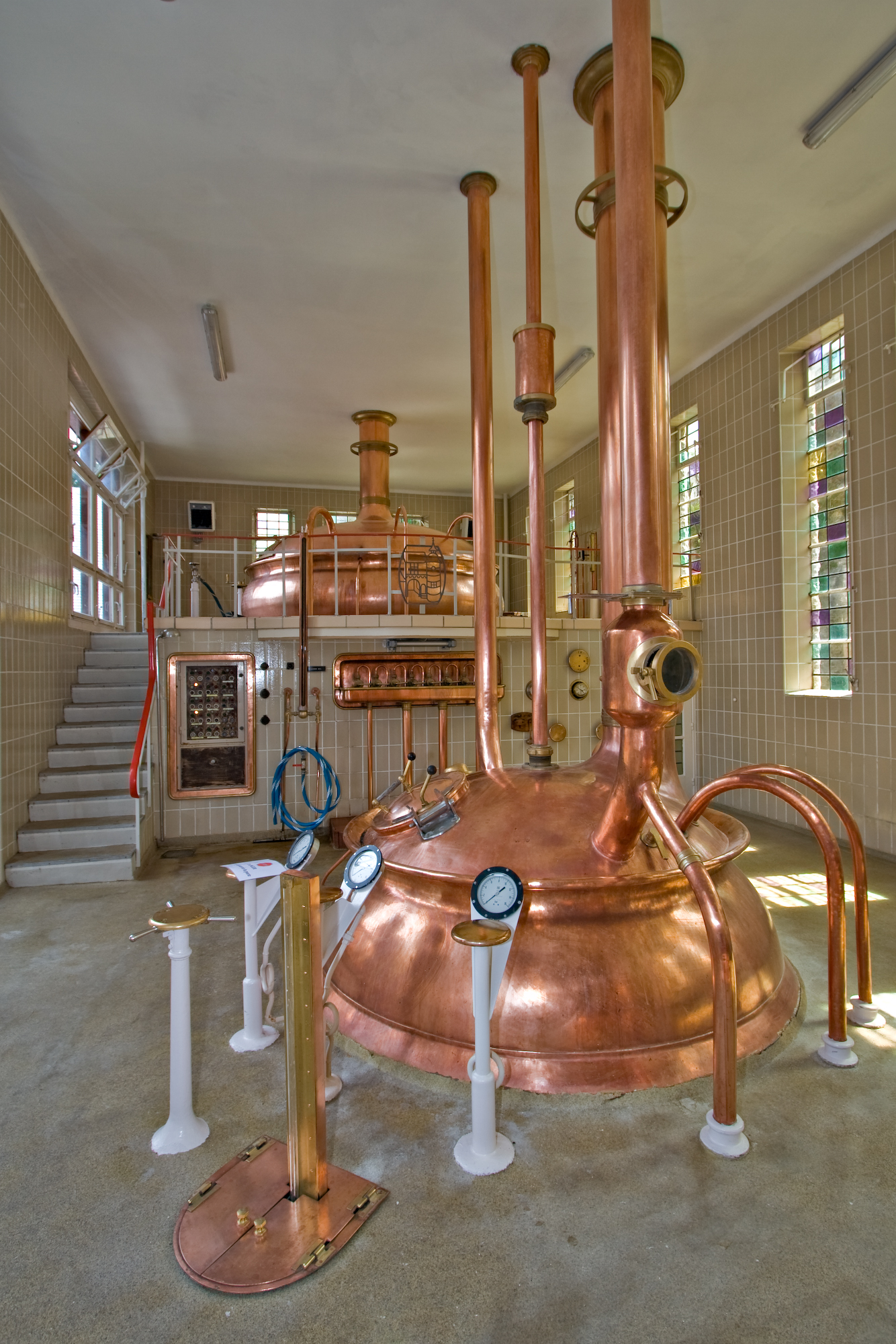
Brasserie de l'abbaye Saint-Rémy de Rochefort où les moines produisent une bière trappiste.

La dénomination de bière trappiste est accordée aux seules bières produites par ou sous le contrôle des moines de l'ordre, avec des produits naturels, et dont les bénéfices ne servent qu'à soutenir la communauté et à la solidarité. Les bières trappistes ont toutes un logo hexagonal Authentic trappist product sur leur étiquette. Il y a en 2023 seulement onze brasseries possédant cette appellation, cinq belges, deux néerlandaises, une autrichienne, une américaine, une italienne et une britannique :
en Belgique: 
- Achel (a disparu de cette liste en janvier 2021 et n'est plus du tout une bière trappiste depuis janvier 2023);
- Chimay ;
- Orval ;
- Rochefort ;
- Westmalle ;
- Westvleteren ;
- Ailleurs:
- La Trappe (Pays-Bas), dont le statut de bière trappiste était controversé depuis 1999 mais qui arbore à nouveau le logo depuis septembre 2005 ;
- Zundert (Pays-Bas) ;
- Engelszel, Le 15 octobre 2012, l'Association internationale trappiste annonce que les bières de l'abbaye d'Engelszell peuvent arborer le logo officiel Authentic Trappist Product ;
- Spencer Trappist Ale (Massachusetts) depuis décembre 2013 ;
- Tre Fontane (Italie) depuis mai 2015 ;
- Tynt Meadow (Grande-Bretagne) depuis septembre 2018.

En juin 2011, l'abbaye du Mont des Cats a annoncé la reprise de son activité brassicole arrêtée il y a plus de cent ans. Le statut de bière trappiste de la Mont des Cats a été l'objet de quelques discussions lors de son lancement. Produite à nouveau depuis juin 2011, la bière trappiste « Mont des Cats » est commercialisée par l'abbaye du Mont des Cats, bien que brassée et embouteillée à l'abbaye Notre-Dame de Scourmont à Chimay (en Belgique). La bière trappiste Mont des Cats ne peut donc arborer le logo Authentic Trappist Product car elle n'est pas brassée dans l'abbaye éponyme.
Par ailleurs, les trappistes sont connus pour les fromages qu'ils produisent (en France: La Coudre, Cîteaux, Tamié, Mont des Cats, Trappe Échourgnac, Timadeuc; en Belgique, Orval, Chimay, Westmalle...) en Italie pour le chocolat, à Hong Kong pour le lait, etc.